# 博多風龍

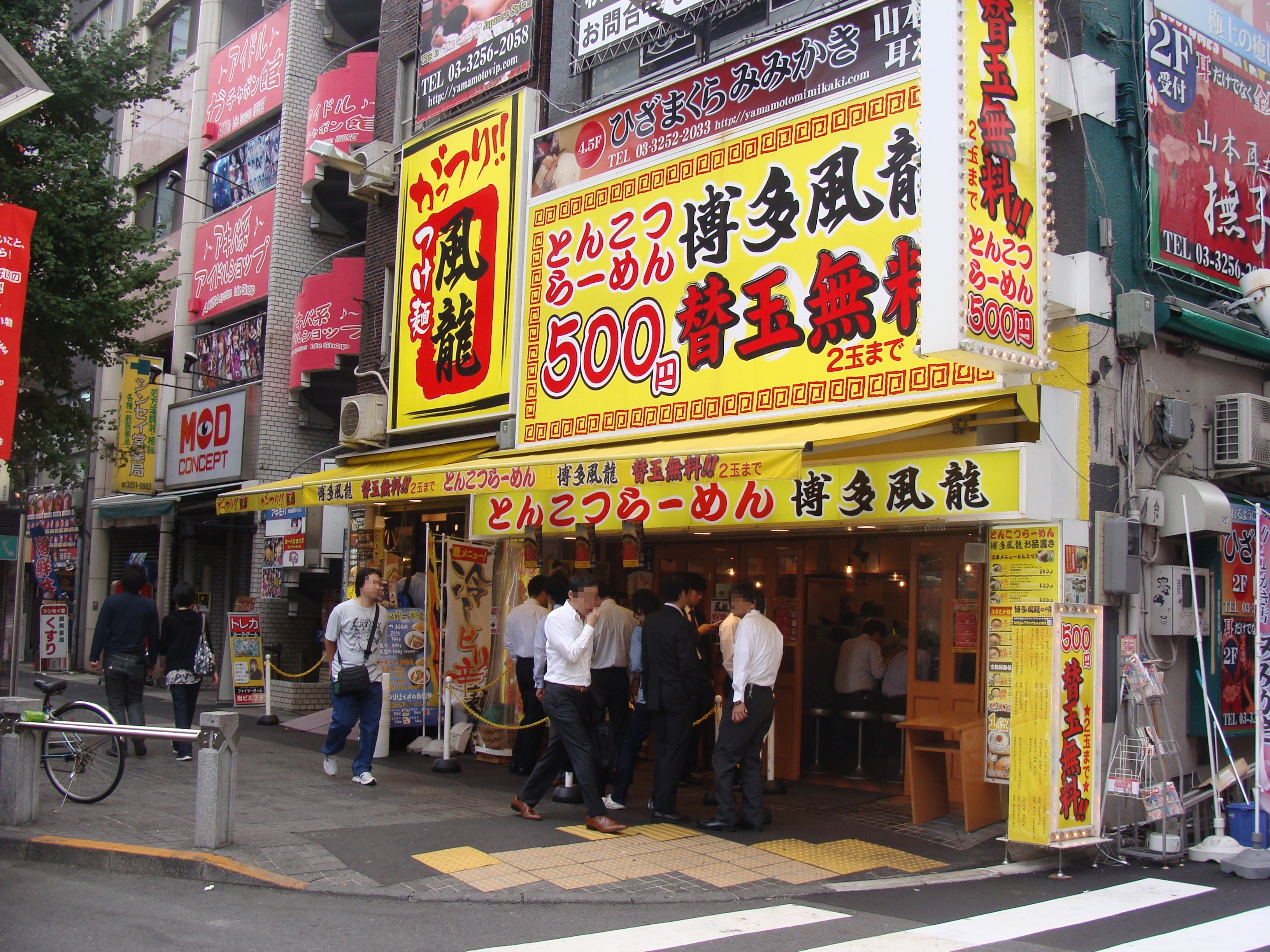
秋葉原店（ビル建替に伴い2015年9月末をもって一時休業、2017年5月18日にリニューアルオープン）

博多風龍（はかたふうりゅう）は、東京都区部を中心に株式会社MENYAが展開するラーメンチェーン店である。他には過去、博多風龍がプロデュースする「つけ麺風龍」と「風龍.MAX」があった。

## 特徴
- 食券制[3]であり、替え玉が2玉まで無料[4]。

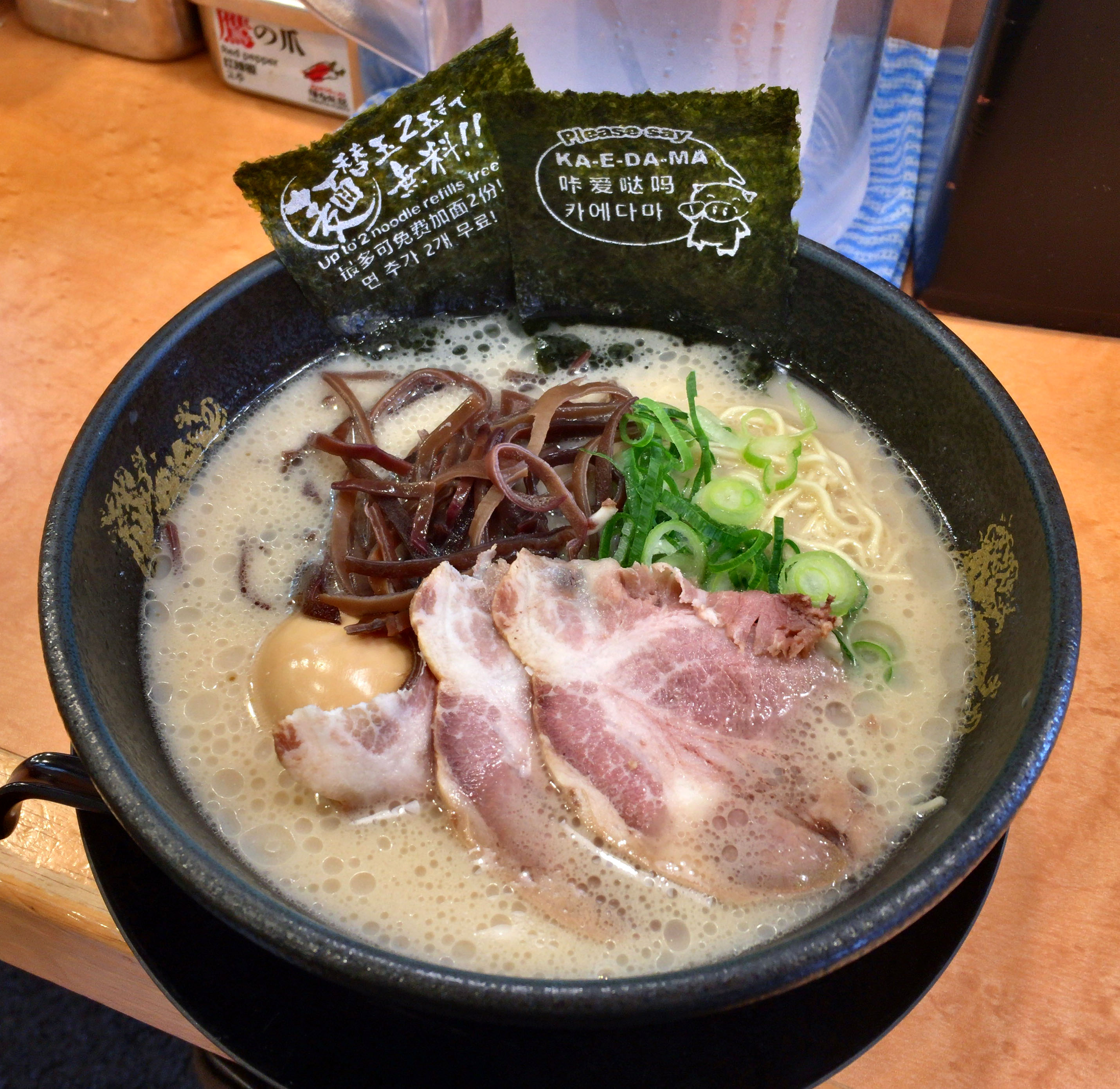
とんこつラーメン

- 豚骨とかえしを使ったスープと極細麺という博多ラーメンである。
- 具はネギとキクラゲ、チャーシュー。
- カウンター上には白胡椒、白胡麻、紅生姜、辛子高菜、おろしニンニク、刻み生姜、鷹の爪、特製のかえしが置かれている。
- 渋谷の博多天神跡に1号店を開店して以来2年あまりで12店舗と急激に店舗を増やした。
- テーマソングとしてやまだんが歌う『博多風龍の唄』があり各店舗で流されている他、ドワンゴから着うた配信され、2010年（平成22年）9月30日からJOY SOUNDでカラオケ配信されている。